# Strudhætte
En strudhætte er en kolhætte (lat. 'cucullus'), hætteslag, hættekrage eller munkehætte med lang hale, en strud (lat. 'cauda', hale), som er en poseagtig forlængelse af den øverste spids.
Kolhætten var i middelalderen et skulderslag med hætte, der sluttede stramt om
hovedet og kunne have en kortere eller længere strud der
hang ned ad ryggen. Hvor lang den på et tidspunkt blev,
ses af folkevisens beretning om den
enorme strud, dronning Margrete satte på den
fangne kong Albrecht af Sverige, der havde
forsaget denne moderne pynt til han kunne
bære den som hele Nordens konge. Den var
syet af femten alen vadmel:
"...
Konning Albret han gaaer ad Kjøbenhavns Gade,
hannem sømmer både Pris og Ære,
Femten af de svenske Riddere
den Strud monne efter ham bære.
..."
Hætteslaget eller kolhætten
kendes fra den gejstlige dragt og bæres endnu af
munke. Forsynet med en strud blev den bevaret i studenternes
standsdragt og skaffede dem tilnavnet per caudi, der
levede endnu på Holbergs tid som skældsord.
1356 blev struden i Speyer normeret til 1½ alen.

## Galleri
| Strudhætter |
| - Struden var populær i middelalderen - Fra historisk festival i Polen 2006 - Pieter Bruegel den ældre: Misantrop, ca. 1568 - Julekort 1885 - Miniatur fra "La Teseida", 1460 - Florentinsk adelsmand, 1400-tallet - Bogillustration fra Tacuina sanitatis, 1300-tallet |